# Nerosee
Der Nerosee (russisch О́зеро Не́ро) ist ein knapp 52 km² großer Süßwassersee im europäischen Teil Russlands in der Oblast Jaroslawl.
Der See entstand vor etwa 500.000 Jahren aus dem Schmelzwasser eines Gletschers. Der Name des Gewässers ist finno-ugrischen Ursprungs und entstand in den Zeiten der ersten Ansiedlungen an seinen Ufern vor etwa 6000 Jahren. Der Nerosee hat zwei kleine Inseln (Roschdestwenski und Lwowski) und gehört mit seiner durchschnittlichen Tiefe von 1,3 Metern zu den flachsten Gewässern des europäischen Russlands. Ursache hierfür ist die Bedeckung des Seegrunds mit einer dicken Sapropel-Schicht. Die geringe Tiefe des Sees machen ihn zu einem beliebten Ausflugsziel für Angler: Es sind dort unter anderem Bestände an Hechten, Brachsen, Flussbarschen und Zandern vorzufinden.
Am nordwestlichen Seeufer liegt die altrussische Stadt Rostow (oft deshalb auch als Rostow am Nerosee bezeichnet, um Verwechslungen mit Rostow am Don auszuschließen).